# Willi Faust
Willi Faust (Großenlüder, 1º gennaio 1924 – Fulda, 27 novembre 1992) è stato un pilota motociclistico tedesco vincitore di 1 titolo nel motomondiale nei sidecar.

## Carriera
Trasferitosi da giovane a Fulda ha iniziato a gareggiare in competizioni locali sino al 1954, anno in cui venne ingaggiato dalla squadra BMW con cui fece il debutto nel motomondiale con un piazzamento al terzo posto nel Gran Premio motociclistico di Svizzera 1954.
Nel motomondiale 1955 si è imposto in tre dei sei gran premi stagionali, ottenendo il titolo iridato davanti al compagno di squadra Wilhelm Noll.
Nello stesso anno in cui ha ottenuto il titolo mondiale, ha ottenuto anche il titolo nazionale tedesco.
Poco prima dell'inizio del motomondiale 1956 durante una sessione di test ufficiali della BMW sul circuito di Hockenheim è incorso in un gravissimo incidente in cui è perito il suo passeggero abituale Karl Remmert e in cui anche Faust ebbe gravi conseguenze con sei settimane di coma e che causarono il suo ritiro dalle competizioni.
Riavutosi dall'incidente ha gestito un distributore di carburante a Fulda sino alla sua morte, avvenuta il 27 novembre 1992.

## Risultati nel motomondiale
| 1954 | Classe  | Moto |    |  |  |  |    |  |   |   |    | Punti | Pos. |
| ---- | ------- | ---- | -- |  |  |  | -- |  | - | - | -- | ----- | ---- |
| 1954 | Sidecar | BMW  | NE |  |  |  | NE |  | 3 | 3 | NE | 8     | 6º   |

| 1955 | Classe  | Moto |   |    |     |   |   |   |    |   |  | Punti | Pos. |
| ---- | ------- | ---- | - | -- | --- | - | - | - | -- | - |  | ----- | ---- |
| 1955 | Sidecar | BMW  | 1 | NE | Rit | 1 | 2 | 1 | NE | - |  | 30    | 1º   |

| Legenda | 1º posto        | 2º posto            | 3º posto            | A punti      | Senza punti        | Grassetto – Pole position Corsivo – Giro più veloce |
| Legenda | Gara non valida | Non qual./Non part. | Ritirato/Non class. | Squalificato | '-' Dato non disp. | Grassetto – Pole position Corsivo – Giro più veloce |